# Шведельбах
Шведельбах (нем. Schwedelbach) — община в Германии, в земле Рейнланд-Пфальц. 
Входит в состав района Кайзерслаутерн. Подчиняется управлению Вайлербах.  Население составляет 1042 человека (на 31 декабря 2010 года). Занимает площадь 8,41 км².